# جون توملينسون (لاعب كرة قدم)
جون توملينسون (بالإنجليزية: John Tomlinson)‏ هو لاعب كرة قدم بريطاني في مركز نصف الجناح، ولد في 26 يونيو 1934 في بيركنهيد ‏ في المملكة المتحدة، وتوفي في 4 فبراير 2014 في Corby ‏ في المملكة المتحدة. لعب مع نادي إيفرتون ونادي تشيسترفيلد ونادي كوربي تاون.